# Welcome to the Family
Welcome to the Family — другий EP американської групи Avenged Sevenfold, який вийшов 21 грудня 2010 року.

## Треклист
1. Welcome to the Family - 4:05
2. 4:00 AM - 5:00
3. Seize the Day - 5:38